# Feliniopsis somaliensis
Feliniopsis somaliensis är en fjärilsart som beskrevs av François Louis Nompar de Caumont de Laporte 1974. Feliniopsis somaliensis ingår i släktet Feliniopsis och familjen nattflyn. Inga underarter finns listade i Catalogue of Life.